# Champsodon capensis
Champsodon capensis är en fiskart som beskrevs av Charles Tate Regan, 1908. Champsodon capensis ingår i släktet Champsodon och familjen Champsodontidae. IUCN kategoriserar arten globalt som livskraftig. Inga underarter finns listade i Catalogue of Life.